# Alois Bierl
Alois Bierl (* 8. September 1943 in Waldmünchen) ist ein ehemaliger deutscher Ruderer.
Der Ruderer vom Ludwigshafener RV stieß 1969 zum Bodensee-Vierer. Neben Schlagmann Peter Berger saßen Hans-Johann Färber und Gerhard Auer im Boot. Wegen der großen Kraftwerte der vier Ruderer wurden sie als der Bullenvierer bekannt. Mit Steuermann Stefan Voncken wurden die vier 1969 Europameister und 1970 Weltmeister. 1971 verteidigte das Boot mit Steuermann Uwe Benter seinen Europameistertitel.
Das seit Jahren ungeschlagene Boot war haushoher Favorit für die Olympischen Spiele 1972 in München. Am 2. September war die Regattastrecke in Oberschleißheim ausverkauft, doch der Andrang von Besuchern ohne Eintrittskarte war so groß, dass die Zäune nicht standhielten. Der Bullenvierer gesteuert von Uwe Benter gewann die erwartete Goldmedaille sicher vor den Booten aus der DDR und der Tschechoslowakei, es sollte das einzige Rudergold für die Bundesrepublik 1972 bleiben.
Für diesen Erfolg erhielt er – zusammen mit der Mannschaft – am 11. September 1972 das Silberne Lorbeerblatt.
Nach den Olympischen Spielen trennte sich die Besatzung. Bierl wurde mit Winfried Ringwald 1973 Europameisterschaftsdritter im Zweier ohne. Insgesamt gewann Bierl im Vierer und im Zweier zehn deutsche Meistertitel.
Nach seiner sportlichen Laufbahn war der promovierte Ingenieur bei der BASF tätig.